# 마렌 미엘데
마렌 네브달 미엘데(노르웨이어: Maren Nævdal Mjelde, 1989년 11월 6일 ~ )는 노르웨이의 여자 축구 선수로 현재 잉글랜드 FA 여자 슈퍼리그의 첼시 FC 위민에서 수비수 겸 미드필더로 활약 중이다.

## 클럽 경력
2005년에 아르나-비에르나르에 입단하면서 선수 생활을 시작했다. 2012 톱세리엔 시즌에서 팀을 3위로 이끌었고 2013년에 독일의 여자 축구 클럽인 1. FFC 투르비네 포츠담으로 이적했다. 시즌 후반에는 프라우엔-분데스리가, 여자 DFB-포칼 준우승을 이끌었을 정도로 클럽의 모든 경기에 출전했다. 2017년 11월 22일에는 잉글랜드 FA 여자 슈퍼리그의 첼시 FC 위민으로 이적했다.

## 국가대표 경력
2007년 10월에 열린 러시아와의 경기에 출전하면서 노르웨이 여자 축구 국가대표팀 선수로 데뷔했다. UEFA 여자 유로 2009, 2011년 FIFA 여자 월드컵, UEFA 여자 유로 2013, 2015년 FIFA 여자 월드컵, UEFA 여자 유로 2017에 참가했다.

## 수상

### 클럽
아르나-비에르나르
- 톱세리엔 : 3위 (2012), 4위 (2007, 2010, 2011)
- 노르웨이 여자 1부 리그 : 우승 (2005)
- 노르웨이 여자컵 : 4강 (2007, 2010, 2012)

 투르비네 포츠담
- 프라우엔-분데스리가 : 준우승 (2012-13), 3위 (2013-14)
- DFB-포칼 프라우엔 : 준우승 (2012-13)

 첼시 FC 위민
- 잉글랜드 FA 여자 슈퍼리그 : 우승 (2017, 2017-18, 2019-20, 2020-21, 2021-22), 준우승 (2016), 3위 (2018-19)
- 잉글랜드 여자 FA컵 : 우승 (2020-21, 2021-22), 준우승 (2016), 4강 (2017, 2018-19)
- 잉글랜드 여자 FA 리그컵 : 우승 (2019-20, 2020-21), 준우승 (2021-22), 4강 (2017-18, 2018-19)
- 잉글랜드 여자 FA 커뮤니티 실드 : 우승 (2020-21)
- UEFA 여자 챔피언스리그 : 준우승 (2020-21), 4강 (2017-18, 2018-19)

### 국가대표팀
노르웨이 (여자)
- UEFA 유럽 여자 축구 선수권 대회 : 준우승 (2013)